# Отрош
Отро́ш (фр. Hauteroche) — коммуна во Франции, находится в регионе Бургундия. Департамент коммуны — Кот-д’Ор. Входит в состав кантона Венаре-Ле-Лом. Округ коммуны — Монбар.
Код INSEE коммуны — 21314.

## Население
Население коммуны на 2010 год составляло 73 человека.
| 1962 | 1968 | 1975 | 1982 | 1990 | 1999 | 2010 |
| ---- | ---- | ---- | ---- | ---- | ---- | ---- |
| 118  | 95   | 72   | 74   | 86   | 83   | 73   |

## Экономика
В 2010 году среди 39 человек трудоспособного возраста (15—64 лет) 28 были экономически активными, 11 — неактивными (показатель активности — 71,8 %, в 1999 году было 70,3 %). Из 28 активных жителей работали 26 человек (14 мужчин и 12 женщин), безработных было 2 (2 мужчин и 0 женщин). Среди 11 неактивных 2 человека были учениками или студентами, 7 — пенсионерами, 2 были неактивными по другим причинам.